# La casa de al lado
 (срп. Дом из суседства) америчка је теленовела, продукцијске куће Телемундо, снимана током 2011. и 2012.

## Синопсис
Ренато Конде и његова супруга Ева Спенсер годинама живе у хармонији. Породични послови су одлично напредовали, а њихово троје деце – Игнасија, Карола и Емилио – имају своја интересовања и живе у свом свету, али и даље су под истим кровом са родитељима. Породични мир бива нарушен када Игнасија, која се опоравља од мистериозне смрти супруга Адолфа, упознаје Гонзала Ибањеза и удаје се за њега после кратког забављања. Са друге стране, Гонзало се удружује са Хавијером Руизом, Ренатовим адвокатом, који је ожењен Пилар Арисменди, шармантном и очаравајућом женом.
Ибањез сазнаје да Леонардо, Адолфов брат близанац, живи у кући Кондеових. Човек схвата да ствари нису баш сјајне у унутрашњости његовог новог дома. Развија се замршено клупко Адолфове мистериозне смрти и сви су сумњиви. „Ко га је убио и зашто?”, питање је које се Гонзалу провлачи кроз главу. Чак и стари баштован делује као да зна много више него што говори, али пре него што стигне да каже било шта, појављује се мртав у врту. Не знајући да му је живот угрожен, Гонзало почиње да истражује. У једно је сигуран – једна од особа која га окружују одговорна је за Адолфову смрт. Кондевима се не допада његово задирање у њихову приватност и копање по прошлости. Много је очију које га посматрају, шпијунирају и осуђују његову везу са сусетком Пилар, која сваким даном постаје све јача и све више збуњујућа. Зар се заљубио у жену свог пословног партнера? Признаје да умире од жеље да је пољуби, а када то уради, обоје схватају да су се нашли у невољи из које ће врло тешко пронаћи излаз. 
У овој причи биће тешко разлучити ко лаже а ко говори истину, ко је добар а ко лош, коме се може веровати, а кога треба избегавати. Баш као и у животу.

## Улоге
| Глумац:                | Улога:                                                  |
| ---------------------- | ------------------------------------------------------- |
| Марица Родригез        | Пилар Арисменди Ракел Арисменди                         |
| Габријел Порас         | Гонсало Ибањез / Ињаки Мора / Роберто Акоста            |
| Катерине Сијачоке      | Игнасија Конде                                          |
| Мигел Варони           | Хавијер Руиз                                            |
| Давид Чокаро           | Адолфо Акоста / Исмаел Мора Леонардо Акоста / Иван Мора |
| Карла Монроиг          | Ребека Арисменди                                        |
| Химена Дуке            | Карола Конде                                            |
| Хорхе Луис Пила        | Матијас Санта Марија Уртадо                             |
| Габријел Валензуела    | Емилио Конде                                            |
| Софија Лама            | Илда Гонзалез                                           |
| Фелисија Меркадо       | Ева Спенсер                                             |
| Данијел Луго           | Ренато Конде                                            |
| Александра Помалес     | Андреа Руиз                                             |
| Вивијан Руиз           | Jоланда Санчез де Гонзалез                              |
| Ектор Фуентес          | Нибалдо Гонзалез                                        |
| Росалинда Родригез     | Карен Ортега                                            |
| Андрес Котрино         | Дијего Руиз                                             |
| Анхелика Марија        | Сесилија де Арисменди                                   |
| Адела Ромеро           | Тереза Сандовал                                         |
| Аријана Колтељаси      | Марисол Мерино                                          |
| Аријел Тексидо         | Данило Салас                                            |
| Кристина Фигарола      | Роса Мунита Џен                                         |
| Роберто Хавијер        | Виктор Сантелисес                                       |
| Фидел Перез Мичел      | Др Алфонсо                                              |
| Херардо Риверон        | Педро Мартинез                                          |
| Исанијел Рохас         | Ефраин Доносо Сантибањез                                |
| Џени Лисарасо          | Олга                                                    |
| Марта Пабон            | Мабел Вергара                                           |
| Мигел Августо Родригез | Омар                                                    |
| Нини Васкез            | Лидија                                                  |
| Паулина Галвез         | Адивина                                                 |
| Рамон Морел            | Антонио                                                 |